# CGS単位系
CGS単位系（シージーエスたんいけい）は、長さの単位としてのセンチメートル (centimetre)、質量の単位としてのグラム (gram)、時間の単位としての秒（second）を基本単位とする、一貫性のあるメートル法系の単位系である。

## 概要
"CGS" は基本単位の頭文字をつなげたものである。力学の単位は3つの基本単位からの組み立てにより定義されるが、電磁気の単位については複数の組み立て方がある。
CGS単位系は、メートル、キログラム、秒を基本単位とするMKS単位系、およびそれを拡張した国際単位系(SI)に置き換えられた。科学・工学の多くの分野ではSIのみが使用されているが、特定の分野ではCGS単位系の単位が残っている。
力学にのみ関わる単位（長さ、質量、力、エネルギー、圧力など）ではCGS単位系とSIの違いは単純で、特定の変換係数を乗除するだけで変換できる。変換係数は 100 cm = 1 m および 1000 g = 1 kg であることに由来する10の累乗数である。例えば、CGS単位系の力の単位は 1 g⋅cm/s2 と定義されるダインであるため、SIの力の単位であるニュートン (1 kg⋅m/s2) は100,000ダインに等しい。
一方、電磁気の単位（電荷、電界、磁界、電圧など）のCGS単位系とSIとの変換は単純ではない。電磁気学の物理法則（マクスウェルの方程式など）は、使用する単位系に応じて変える必要がある。これは、力学の単位の場合のような、SIの電磁単位とCGSの電磁単位の間に1対1の対応がないためである。
さらに、CGS単位系の中でも、ガウス単位系、電磁単位系、静電単位系、ローレンツ＝ヘビサイド単位系など、様々な電磁気量の単位系が存在する。これらの中で、今日最も一般的なのはガウス単位系であり、よく使用される「CGS単位」は特にCGSガウス単位系を指す。

## 歴史
CGS単位系は、物理学における量を距離・質量・時間の3つの独立な次元によって表すという、ドイツの数学者カール・フリードリヒ・ガウスの1832年の提案に遡る。ガウスは、基本単位としてミリメートル、ミリグラム、秒を選択した。1873年、物理学者ジェームズ・クラーク・マクスウェルやウィリアム・トムソン（ケルヴィン卿）らからなる英国科学振興協会の委員会は、センチメートル、グラム、秒を基本単位として採用することを推奨し、これらの基本単位から誘導される電磁気量の単位を、特別の名称が定まるまでの仮称として"C.G.S. unit of ..."（○○のCGS単位）を用いることを推奨した。センチメートルが基本単位として採用されたのはグラムとともに用いることで、水の密度がほぼ1に等しくなるためである。ストーニーはセンチメートルを基本単位とすることに強く反対し、メートルを基本単位とすべきと主張したことが報告書で付記されている。
CGS単位系のほとんどの単位の大きさは、実用には不便であることが判明した。例えば、人間、部屋、建物など、多くの日常的な物体は、長さが100 - 1000センチメートル台である。そのため、CGS単位系は、科学の分野以外で広く一般的に使用されることはなかった。1880年代から20世紀半ばにかけて、科学における単位はCGS単位系からMKS単位系に次第に置き換えられ、それが現代のSIに発展した。
1940年代にMKS単位系が、1960年代に国際単位系(SI)が国際的に採用されて以来、CGS単位系の使用は世界中で徐々に減少している。現在、CGS単位系は、ほとんどの科学雑誌、教科書、および標準化団体による標準では受け入れられていないが、アストロフィジカルジャーナルなどの天文学の雑誌では今でも一般的に使用されている。CGS単位系の単位は、特にアメリカ合衆国における材料科学、電磁気学、天文学の分野の技術資料で、時折使用される。また、磁気および関連する分野では、磁束密度Bと磁場Hが自由空間で同じ単位を持ち、公開された測定値をCGSからMKSに変換する際に多くの混乱が見込まれることから、CGS単位系が継続して使用されている。

## 力学の単位
CGS単位系における力学の単位は、SIの単位と同じ方法で組み立てられる。2つの単位系の違いは、3つの基本単位のうちの2つ（センチメートルとメートル、グラムとキログラム）の大きさだけである。時間の単位（秒）は、どちらの単位系でも同じである。
CGSとSIの基本単位の間には1対1の対応があり、力学の法則はどちらの単位系を使用したかに影響されない。従って、3つの基本単位の組み立てによる派生単位（組立単位）の定義は両方の単位系で同じであり、それぞれの単位系の派生単位にも明確な1対1の対応がある。
{\displaystyle v={\frac {dx}{dt}}}  （速度の定義）
{\displaystyle F=m{\frac {d^{2}x}{dt^{2}}}}  （ニュートンの運動の第2法則）
{\displaystyle E=\int {\vec {F}}\cdot \mathrm {d\,} {\vec {x}}}  （仕事の観点によるエネルギーの定義）
{\displaystyle p={\frac {F}{L^{2}}}}  （力と単位面積による圧力の定義）
{\displaystyle \eta =\tau /{\frac {dv}{dx}}}  （せん断応力と速度勾配による粘度の定義）
例えば、圧力のSI単位パスカル(Pa)が長さ・質量・時間のSI基本単位と関連しているのと同様に、圧力のCGS単位バリ(Ba)は長さ・質量・時間のCGS基本単位と関連している。
圧力の単位 = 力の単位/(長さの単位)2 = 質量の単位/(長さの単位⋅(時間の単位)2)
1 Pa = 1 kg/(m⋅s2)
1 Ba = 1 g/(cm⋅s2)
CGS単位とSI単位を変換するときは、2つの単位系に関連する変換係数を組み合わせる必要がある。
1 Ba = 1 g/(cm⋅s2) = 10−3 kg/(10−2 m⋅s2) = 10−1 kg/(m⋅s2) = 10−1 Pa.
| 量         | 量の記号 | CGS単位            | 単位の記号 | 単位の定義         | SI単位への換算 |
| ---------- | -------- | ------------------ | ---------- | ------------------ | -------------- |
| 長さ       | L, x     | センチメートル     | cm         | メートルの1/100    | = 10−2 m       |
| 質量       | m        | グラム             | g          | キログラムの1/1000 | = 10−3 kg      |
| 時間       | t        | 秒                 | s          | （秒の記事を参照） | = 1 s          |
| 速度       | v        | センチメートル毎秒 | cm/s       | cm/s               | = 10−2 m/s     |
| 加速度     | a        | ガル               | Gal        | cm/s2              | = 10−2 m/s2    |
| 力         | F        | ダイン             | dyn        | g⋅cm/s2            | = 10−5 N       |
| エネルギー | E        | エルグ             | erg        | g⋅cm2/s2           | = 10−7 J       |
| 仕事量     | P        | エルグ毎秒         | erg/s      | g⋅cm2/s3           | = 10−7 W       |
| 圧力       | p        | バリ               | Ba         | g/(cm⋅s2)          | = 10−1 Pa      |
| 粘度       | μ        | ポアズ             | P          | g/(cm⋅s)           | = 10−1 Pa⋅s    |
| 動粘度     | ν        | ストークス         | St         | cm2/s              | = 10−4 m2/s    |
| 波数       | k        | カイザー (K)       | cm−1       | cm−1               | = 100 m−1      |

## 電磁気学の単位
CGS単位系とSIの電磁単位に関する変換係数は、各単位系で想定される電磁気の物理法則を表す式の違い、特にこれらの式に現れる定数の性質により複雑になる。これは、2つの単位系の構築方法の根本的な違いを示している。
SIでは、電流の単位であるアンペア(A)は、元々、「真空中に1mの間隔で平行に置かれた無限に小さい円形の断面を有する無限に長い2本の直線状導体のそれぞれを流れ、これらの導体に2×10−7 N/mの力を及ぼし合う直流の電流」と定義されていた。これにより、SIの電磁気学の単位は、後述するCGS電磁単位系と一貫性がある（10の整数乗の係数に従う）。アンペアは、メートル、キログラム、秒と同様SIにおける基本単位である。従って、上記の定義におけるメートルやニュートンとの関係は無視され、アンペアは他の基本単位の組み合わせと同等として扱われない。その結果、SIの電磁法則では、電磁気学の単位を力学の単位に関連付けるために、追加の比例定数（電気定数）が必要となる （この比例定数は、上記のアンペアの定義から直接導出できる）。他の全ての電磁気の単位は、4つの基本単位から導出される。例えば、電荷 q は電流 I と時間 t より
{\displaystyle q=I\,t}
と表されるため、電荷の単位クーロン(C)は 1 C = 1 A⋅s と定義される。
CGS単位系では、電磁気のための新しい基本単位を追加せずに、電磁現象を力学に関連付ける物理法則の表現形式を指定することにより、センチメートル、グラム、秒から直接全ての電磁気の単位を導出している。CGS単位系の電磁気の単位には、使用する物理法則の違いにより、大きく分けて静電単位系(CGS-esu)と電磁単位系(CGS-emu)の2系統の単位系が存在した。前者は静電場のクーロンの法則から出発して次元解析したものであり、後者は磁場に対するアンペールの法則から出発したものである。（電荷の次元の導入が確立された今日では）CGS単位系にそれぞれ定義の異なる電荷の単位を導入したものと見なされる。また、磁気に関する量には電磁単位系、電気に関する量には静電単位系を用いたCGSガウス単位系もある。
これらの単位系を用いると古典電磁気学の基礎方程式であるマクスウェル方程式に 4π の因数が含まれることになる。クーロンの法則やアンペールの法則はマクスウェル方程式から導かれるという立場から、このような因数が基礎方程式に含まれないような定義の方が好まれることがある。このような定義の方法は有理化と呼ばれる。
| 量                   | 記号  | SIの単位 | ESUの単位              | EMUの単位        | ガウス単位系の単位   |
| -------------------- | ----- | -------- | ---------------------- | ---------------- | -------------------- |
| 電荷                 | q     | 1 C      | ↔ (10−1 c) statC       | ↔ (10−1) abC     | ↔ (10−1 c) Fr        |
| 電束                 | ΦE    | 1 C      | ↔ (4π×10−1 c) statC    | ↔ (10−1) abC     | ↔ (4π×10−1 c) Fr     |
| 電流                 | I     | 1 A      | ↔ (10−1 c) statA       | ↔ (10−1) abA     | ↔ (10−1 c) Fr⋅s−1    |
| 電位 / 電圧          | φ / V | 1 V      | ↔ (108 c−1) statV      | ↔ (108) abV      | ↔ (108 c−1) statV    |
| 電場                 | E     | 1 V/m    | ↔ (106 c−1) statV/cm   | ↔ (106) abV/cm   | ↔ (106 c−1) statV/cm |
| 電束密度             | D     | 1 C/m2   | ↔ (10−5 c) statC/cm2   | ↔ (10−5) abC/cm2 | ↔ (10−5 c) Fr/cm2    |
| 電気双極子モーメント | p     | 1 C⋅m    | ↔ (10 c) statC⋅cm      | ↔ (10) abC⋅cm    | ↔ (1019 c) D         |
| 磁気双極子モーメント | μ     | 1 A⋅m2   | ↔ (103 c) statC⋅cm2    | ↔ (103) abA⋅cm2  | ↔ (103) erg/G        |
| 磁束密度             | B     | 1 T      | ↔ (104 c−1) statT      | ↔ (104) G        | ↔ (104) G            |
| 磁場                 | H     | 1 A/m    | ↔ (4π×10−3 c) statA/cm | ↔ (4π×10−3) Oe   | ↔ (4π×10−3) Oe       |
| 磁束                 | Φm    | 1 Wb     | ↔ (108 c−1) statWb     | ↔ (108) Mx       | ↔ (108) Mx           |
| 電気抵抗             | R     | 1 Ω      | ↔ (109 c−2) s/cm       | ↔ (109) abΩ      | ↔ (109 c−2) s/cm     |
| 電気抵抗率           | ρ     | 1 Ω⋅m    | ↔ (1011 c−2) s         | ↔ (1011) abΩ⋅cm  | ↔ (1011 c−2) s       |
| 静電容量             | C     | 1 F      | ↔ (10−9 c2) cm         | ↔ (10−9) abF     | ↔ (10−9 c2) cm       |
| インダクタンス       | L     | 1 H      | ↔ (109 c−2) cm−1⋅s2    | ↔ (109) abH      | ↔ (109 c−2) cm−1⋅s2  |

この表における c = 29979245800 は、センチメートル毎秒で表した真空中の光速度の数値（無次元量）である。
SI単位とCGS単位は対応しているが、大きさに互換性がないため等しくないことを示すために、「=」の代わりに記号「↔」が使用されている。例えば、表の最後から2番目の行によると、コンデンサの静電容量がSIで1 Fの場合、ESUでの静電容量は (10−9 c2) cm である。ただし、方程式や数式内で"1 F"を"(10−9 c2) cm"に置き換えることは、通常正しくない。
静電容量の単位としての「1センチメートル」は、真空中における半径1cmの球と無限遠点との間の静電容量である。半径 R, r の2つの球の間の静電容量 C は次式で表される。
{\displaystyle C={\frac {1}{{\frac {1}{r}}-{\frac {1}{R}}}}}
ここで、R が無限大に近づくにつれて、 C の値が r の値に近くなっていくことがわかる。

## 特長
CGS単位系は、センチメートル・グラムを基本単位に持つので実験室サイズの測定に適しているが、電磁気を扱うものとしてはCGS静電単位系やCGS電磁単位系は日常的なものとオーダーが大きく異なり不便である。一方、静電単位や電磁単位を用いることでマクスウェル方程式からそれぞれの場合で誘電率や透磁率の変数が見かけ上なくなるので、その理論的な解析には便利なこともある。これは物理定数に合わせて単位を決めたことに対応する（参考:自然単位系）。

## 関連文献
- Griffiths, David J. (1999). “Appendix C: Units”. Introduction to Electrodynamics (3rd ed.). Prentice Hall. ISBN 0-13-805326-X
- Jackson, John D. (1999). “Appendix on Units and Dimensions”. Classical Electrodynamics (3rd ed.). Wiley. ISBN 0-471-30932-X
- Kent, William (1900). “Electrical Engineering. Standards of Measurement page 1024”. The Mechanical Engineer's Pocket-book (5th ed.). Wiley
- Littlejohn, Robert (Fall 2017). “Gaussian, SI and Other Systems of Units in Electromagnetic Theory”. Physics 221A, University of California, Berkeley lecture notes. 2017年12月15日閲覧。